# Сленік-Молдова
Сленік-Молдова (рум. Slănic-Moldova) — місто у повіті Бакеу в Румунії. Адміністративно місту підпорядковані такі села (дані про населення за 2002 рік):
- Чердак (1324 особи)
- Чирешоая (1906 осіб)

Місто розташоване на відстані 200 км на північ від Бухареста, 51 км на південний захід від Бакеу, 134 км на південний захід від Ясс, 149 км на північний захід від Галаца, 92 км на північний схід від Брашова.

## Населення
За даними перепису населення 2002 року у місті проживали 4996 осіб.
Національний склад населення міста:
| Національність   | Кількість осіб | Відсоток |
| ---------------- | -------------- | -------- |
| румуни           | 4984           | 99,8%    |
| угорці           | 10             | 0,2%     |
| росіяни-липовани | 1              | < 0,1%   |
| італійці         | 1              | < 0,1%   |

Рідною мовою назвали:
| Мова       | Кількість осіб | Відсоток |
| ---------- | -------------- | -------- |
| румунська  | 4986           | 99,8%    |
| угорська   | 8              | 0,2%     |
| російська  | 1              | < 0,1%   |
| італійська | 1              | < 0,1%   |

Склад населення міста за віросповіданням:
| Релігія        | Кількість осіб | Відсоток |
| -------------- | -------------- | -------- |
| римо-католики  | 2944           | 58,9%    |
| православні    | 2028           | 40,6%    |
| бретрени       | 10             | 0,2%     |
| реформати      | 2              | < 0,1%   |
| п'ятдесятники  | 2              | < 0,1%   |
| греко-католики | 2              | < 0,1%   |
| унітарії       | 2              | < 0,1%   |
| лютерани       | 1              | < 0,1%   |